# Jiddigere, Kunigal
Jiddigere là một làng thuộc tehsil Kunigal, huyện Tumkur, bang Karnataka, Ấn Độ.